# Teen Dance Ordinance
Teen Dance Ordinance is het vierde album van de Engelse band A. Het album werd in Engeland uitgebracht op 25 juni 2005 en later kwam het ook in de Verenigde Staten op de markt.
De opnamen voor dit album waren al klaar in 2003, maar onder andere door een ziekte van zanger Jason Perry werd de release een aantal keer uitgesteld. Er werden weinig promotie acties gedaan door het label en ook de media liet het album links liggen, waardoor het slechts de 95e plaats bereikte in de albumcharts.

## Tracklist
1. Rush Song - 4:09
2. Better Off With Him - 3:30
3. The Art Of Making Sense - 4:13
4. Someone Else - 3:55
5. Die Tonight - 4:02
6. 2nd Coming - 4:13
7. Wake Up - 2:43
8. Black Hole - 4:15
9. Hey - 4:06
10. Worst Thing That Can Happen - 3:36
11. Afterburner - 4:19
12. Wisdom - 4:24

## Singles
Rush Song
- CD1:

1. "Rush Song" – 4:11
2. "French Kiss" – 3:14

- CD2:

1. "Rush Song" – 4:11
2. "Get Out More" – 4:17
3. "Have The Night" – 3:43
4. "Rush Song" (Video)

Better Off With Him
- CD:

1. "Better Off With Him" – 3:36
2. "Descender" – 3:10